# Adenanthos apiculatus
Adenanthos apiculatus là một loài thực vật có hoa trong họ Quắn hoa, có nguồn gốc ở bờ biển phía nam của Tây Úc. Loài này được R.Br. miêu tả khoa học đầu tiên năm 1830.